# Sanctus Germanus

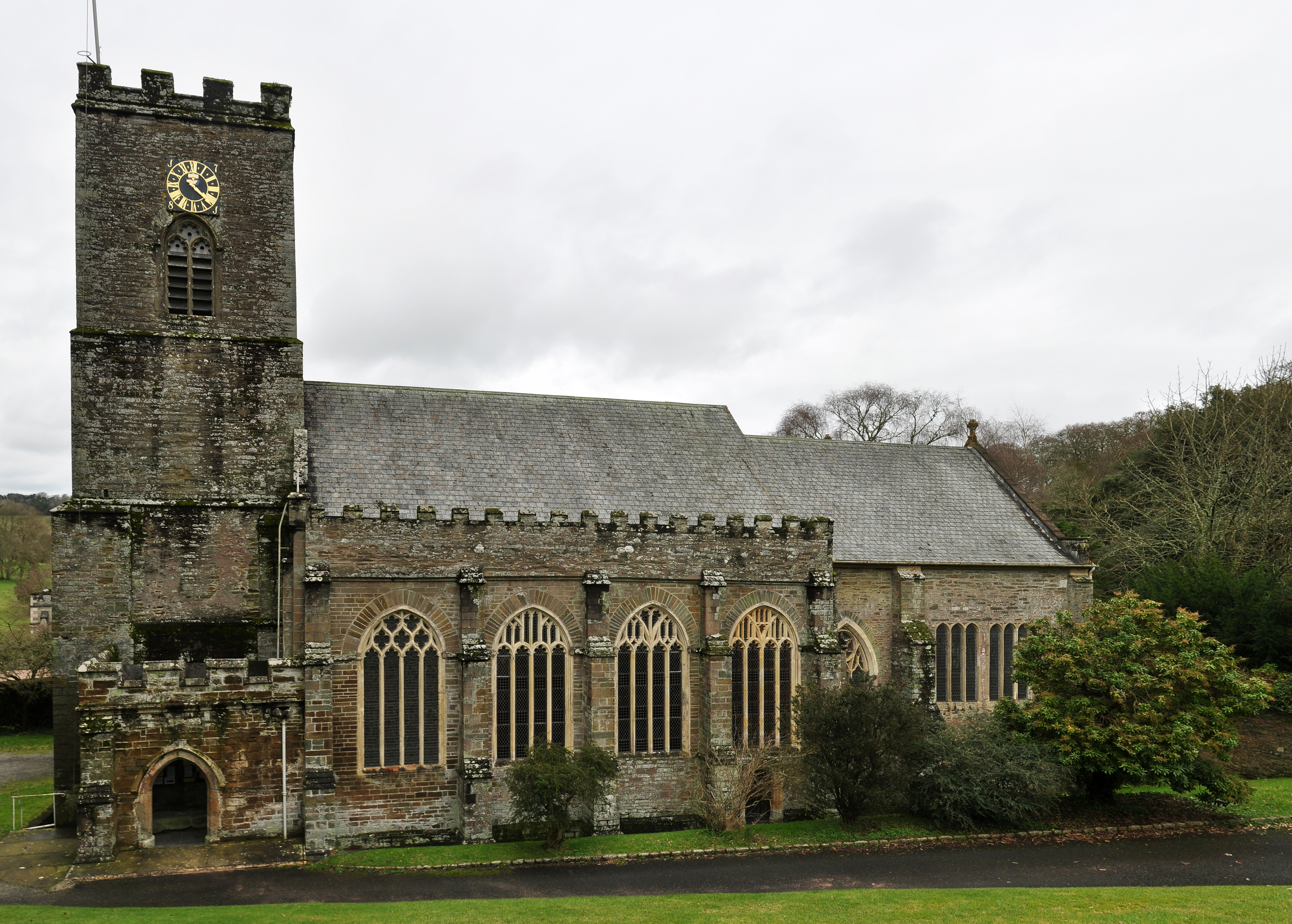
Dawna katedra diecezjalna w St Germans

Sanctus Germanus (łac. Dioecesis Cornubiensis, ang. Diocese of St Germans) – stolica historycznej diecezji w Anglii, erygowanej w początku X wieku, a zlikwidowanej ok. 1040. Współcześnie miejscowość St Germans w Kornwalii. Obecnie katolickie biskupstwo tytularne.

## Biskupi tytularni
| Lp. | Biskup                  | Funkcja                                          | Od               | Do                   |
| --- | ----------------------- | ------------------------------------------------ | ---------------- | -------------------- |
| 1   | Pierre-Marie Théas      | emerytowany biskup Tarbes i Lourdes (Francja)    | 12 lutego 1970   | 10 grudnia 1970      |
| 2   | James Joseph McGuinness | biskup pomocniczy Nottingham (Wielka Brytania)   | 2 lutego 1972    | 31 października 1974 |
| 3   | Joseph O’Connell        | biskup pomocniczy Melbourne (Australia)          | 24 stycznia 1976 | 27 kwietnia 2013     |
| 3   | Nicholas Hudson         | biskup pomocniczy Westminsteru (Wielka Brytania) | 31 maja 2014     |                      |